# Hendersonův ostrov
Hendersonův ostrov je skalnatý korálový ostrov v Tichém oceánu. Patří mezi čtyři Pitcairnovy ostrovy a je z nich největší s rozlohou 37,3 km². Je téměř celý porostlý deštným pralesem. Ostrov je bez stálých obyvatel. Je tu sice dostatek deště, ale nenachází se zde žádná pramenitá voda.
Od roku 1902 patří k Pitcairnovým ostrovům (Zámořské území Spojeného království) a leží asi 196 km od jejich hlavního města Adamstownu. Ostrov objevil roku 1606 Pedro Fernandes de Queirós, vykopávky odhalily existenci polynéského osídlení, které zaniklo asi v 15. století. Později ostrov občas navštěvovali obyvatelé Pitcairnu, kteří zde získávali dřevo stromu miro (Thespesia populnea). Roku 1820 se na Hendersonově ostrově zachránila část námořníků z lodi Essex.
Ostrov je přírodní rezervace, od roku 1988 zapsaná na seznamu světového dědictví UNESCO. Díky absenci stálého lidského osídlení se zde zachovaly endemické ptačí druhy jako vini zelenotemenný nebo holub hendersonský.

## Flóra

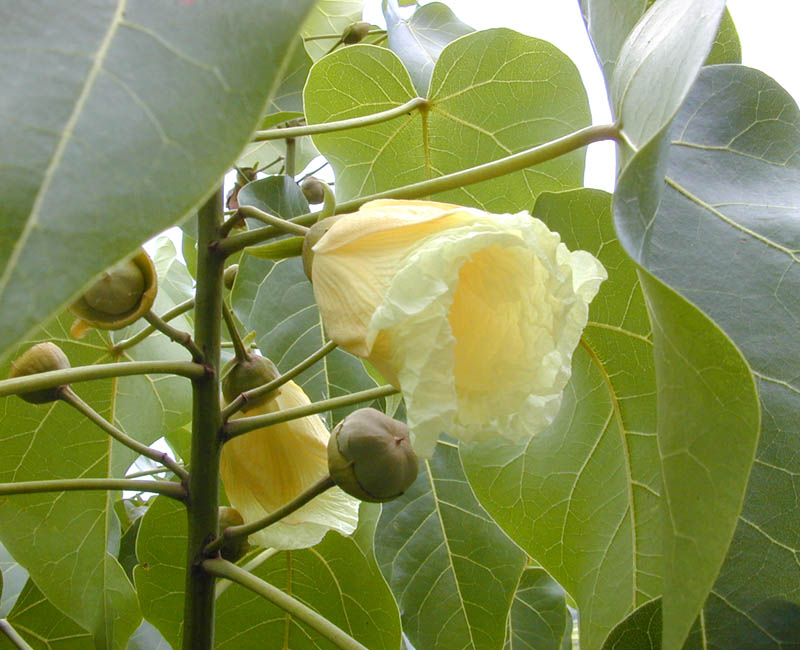
Thespesia populnea

Kromě pěti druhů, které ohraničují pláže a mezi něž patří i kokosová palma, je vegetace ostrova nenarušená. Povrch je pokryt 5 až 10 m vysokým hustým křovinatým porostem, který je mírně řidší v centrální prohlubni. Tvoří ho 51 druhů kvetoucích rostlin, z nichž je 10 endemických. Převažujícími stromy jsou kromě kokosových palem Pandanus tectorius, Thespesia populnea, Tournefortia argentea, Cordia subcordata, Guettarda speciosa, Pisonia grandis, Geniostoma hendersonense, Nesoluma st.-johnianum, Hernandia stokesii, Myrsine hosakae a Celtis sp.

## Fauna

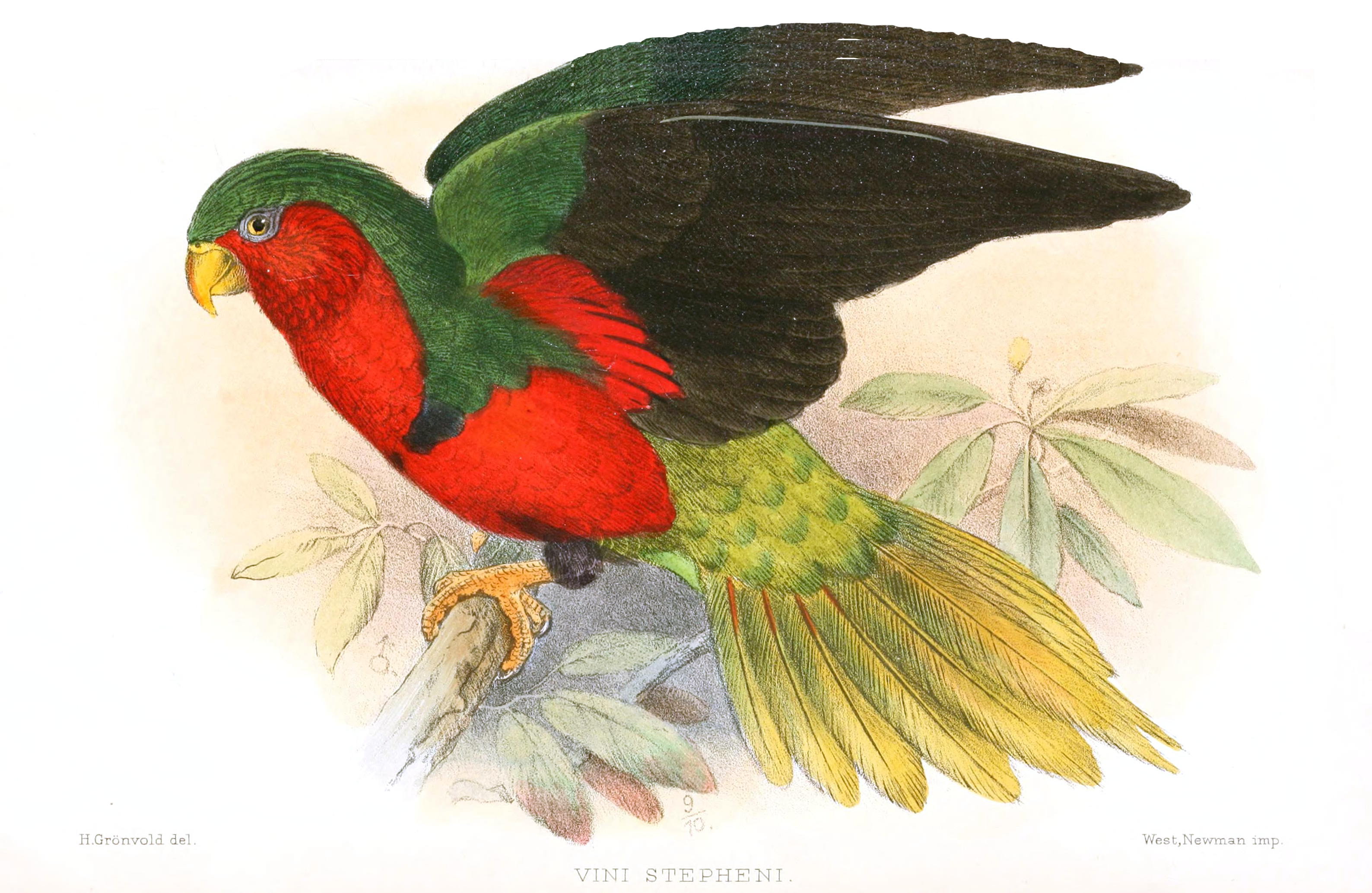
Vini stepheni

### Ptáci
Ostrov je domovem čtyř endemických ptačích druhů (Ptilinopus insularis, Vini stepheni, Acrocephalus taiti a nelétavý Porzana atra). Tři druhy z čeledi holubovitých (Gallicolumba leonpascoi, Ducula harrisoni a Bountyphaps obsoleta) zde byly endemické než je po svém příjezdu okolo roku 1000 vyhubili Polynésané. Na ostrově se vyskytuje dalších 15 druhů mořských ptáků, z nichž tu minimálně 9 druhů i hnízdí. Hnízdní kolonie celkově ohroženého druhu Pterodroma atrata se vyskytovaly do roku 1922, kdy byly vyhubeny krysami i na ostrově Ducie.
Kosti spojované s prehistorickým polynéským osídlením jsou staré 500 až 800 let a patří na ostrově vyhubeným druhům Nesofregetta fuliginosa, Ducula galeata a Ducula aurorae nebo Ducula pacifica, případně druhům, které na ostrově již nehnízdí Puffinus nativitatis a terej červenonohý. Existuje hypotéza, že polynéští osadníci přivedli tyto druhy spolu se šesti druhy pozemních plžů k lokálnímu vyhynutí a nemožnost nahradit tuto potravu vedla i ke konci osídlení ostrova. Ostrov byl identifikován organizací BirdLife International jako Významné ptačí území pro své endemické ptačí druhy a hnízdící mořské ptáky.

### Ostatní zvířata
Bezobratlí nejsou na ostrově důkladně prozkoumáni, nicméně tři nalezení plži a jeden zástupce hmyzu jsou endemičtí. Jediným zástupcem savců je polynéská krysa, která se na ostrov dostala před 800 lety s Polynésany. Z plazů zde jsou rozpoznaní scink modroocasý a kareta obrovská a reportován byl blíže neurčený gekon.

## Ohrožení lokality

### Biologické riziko
Ptačí populace na ostrově se jeví relativně stabilní, ale existuje velké riziko, že na ostrov budou zaneseni predátoři, bacilonosiči nebo nemoci prostřednictvím neoprávněných přistání jachet. Přivezení krysy evropské nebo kočky domácí by pravděpodobně vedlo k téměř okamžitému vyhubení nelétavého chřástala Porzana atra a zřejmě i dalších druhů. Endemičtí ptáci nemají imunitu proti avipoxvirům, přenášenými mouchami.
Mezi červencem a listopadem 2011 proběhl společný program vlády Pitcairnových ostrovů a organizace Royal Society for the Protection of Birds, jehož cílem bylo vyhubení polynéské krysy. Úmrtnost byla obrovská, ale z celkově odhadovaných 50 až 100 tisíc jedinců jich 60 až 80 přežilo a ti populaci opět obnovili.

### Plasty

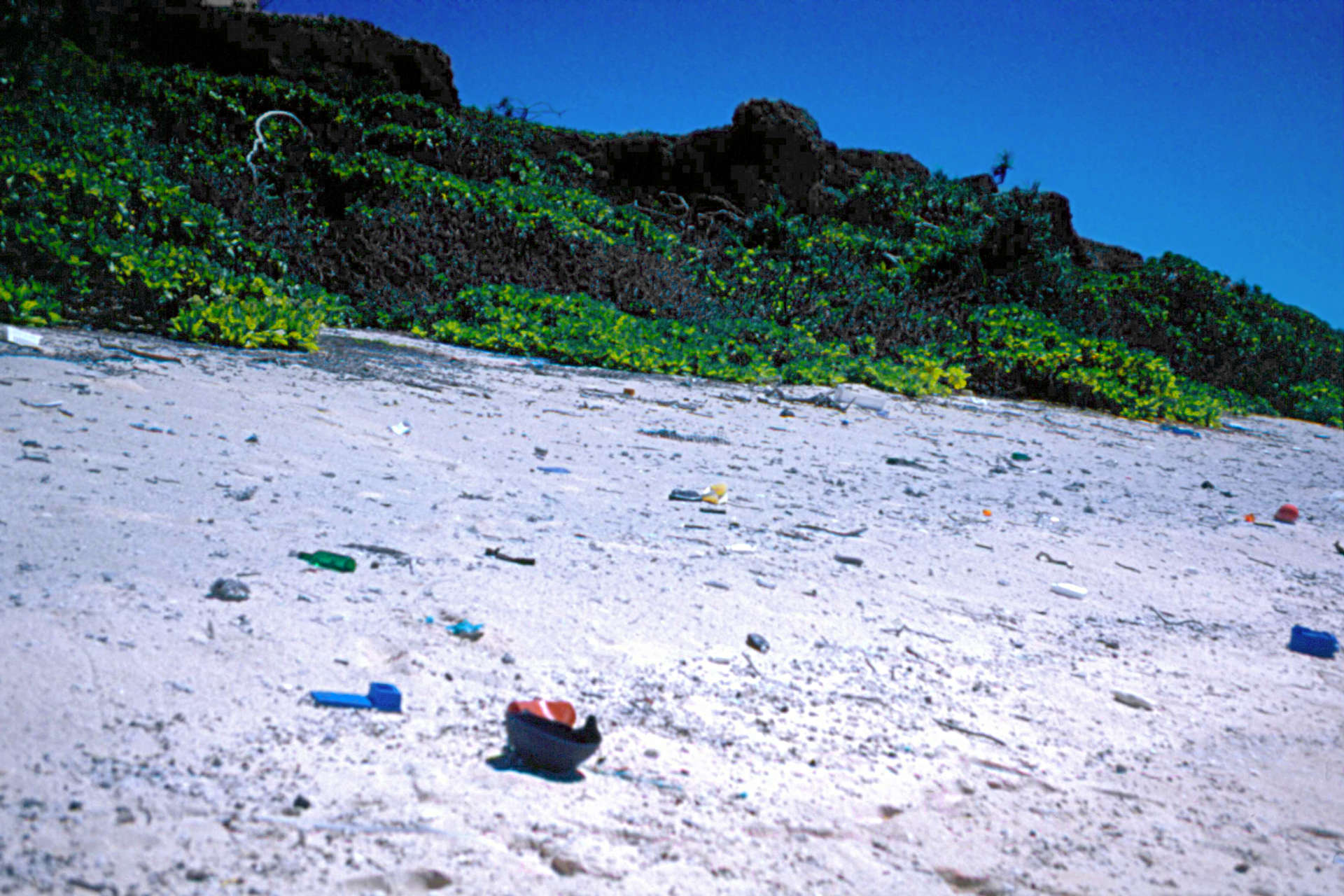
Plasty na pláži Hendersonova ostrova (snímek z roku 2001)

Vlivem cirkulace jihopacifického mořského proudu (South Pacific Gyre) je Hendersonův ostrov systematicky zanášen tunami plastového odpadu. Na základě výzkumu, publikovaného v roce 2017, bylo zjištěno, že na pobřeží ostrova připadá až 671 kusů plastů na čtvereční metr a celková hmotnost tohoto odpadu zde k uvedenému datu dosahovala již 17,6 tuny. Celkové množství viditelných i „pohřbených“ plastů (do hloubky 10 cm) bylo odhadnuto na 37 661 395 kusů, což ovšem byla jen menší část ze skutečného počtu, do něhož nebyly započítány částečky menší než 5 mm. Na sledovaném desetimetrovém úseku Severní pláže Hendersonova ostrova bylo zjištěno, že denně na pobřeží přibývá dalších 17–268 kusů plastového odpadu.
Hendersonův ostrov se tak stal největším úložištěm plastového odpadu na světě mimo registrované skládky. Roční produkce plastů na Zemi se zvýšila z 1,7 miliónů tun v roce 1954 na 311 miliónů tun v roce 2014. Plastový odpad se v mořích soustřeďuje zejména v oceánských konvergenčních zónách a v cirkulačních proudech, kde dosahuje hustoty až 890 000 kusů na km2 a je vážnou hrozbou pro život v těchto vodách i na místních ostrovech. Vzhledem k převažující odlehlosti těchto oblastí byla tato skutečnost dosud nedostatečně monitorována.